# Estufa cohete de masa
Una estufa Rocket de masa es un sistema calefactor de ambientes innovador y eficiente desarrollado a partir de una cámara de ocmbustión Rocket JOTA, un tipo de estufa a combustión de madera eficiente, nombrada en los años 70, pero que data de milenios atrás en concepto, y también a partir de las estufas de mampostería (o, en inglés, masonry heater). 
La madera se alimenta por gravedad en una cámara de combustión con forma de 'J', desde donde los gases calientes pasan luego por dos zonas definidas: Un túnel de combustión y luego una chimenea interna o torreta, que pueden ser de confección metálica o de ladrillos refractarios. EN cualquiera de los dos casos, densamente aislada. Los gases de escape pasan a través de conductos metálicos horizontales anidados en gran masa térmica de adobe. El almacenamiento térmico es lo suficientemente grande como para retener el calor por varias horas y usualmente forma parte de la estructura del edificio. Estas estufas han probado ser populares en construcción natural y en diseños de permacultura; Normalmente son autoconstruidas y no son del todo reconocidas por todos los códigos de construcción que regulan el diseño y construcción de sistemas de calefacción dentro de edificios.
La cámara de combustión cuenta con una  chimenea interna vertical y aislada, asegura una combustión eficiente de alta temperatura y empleando el efecto chimenea crea la suficiente corriente para empujar los gases de escape a través del resto del sistema. Los gases de escape entregan su calor hasta una temperatura relativamente baja dentro de la masa térmica (aprox 100 °C).

## Historia
Los principios clave de la estufa cohete fueron descritos en 1982. Ianto Evans de la compañía Cob Cottage describió en su momento que los mismos principios de combustión podrían ser utilizados como sistema de calefacción de una vivienda en su libro de 2006 'Rocket Mass Heaters' basado en investigación y experiencia en varios países durante 30 años.

## Beneficios

### Eficiencia
Extracto de "Rocket Mass Heaters: Superefficient Woodstoves YOU can build" (Ianto Evans y Leslie Jackson, Cob Cottage Company, ISBN 0-9663738-3-9). Libro traducido al español en 2011.
p. 12: "En mi propia cabaña quemo sólo dos tercios de cuerda (unidad de medida) (1 cuerda = 3,6 metros cúbicos) de leña de pino y Aliso, mientras que mis vecinos usan un promedio de 11 a 18 metros cúbicos. Puedes saber si alguno de ellos está en casa por la nube de humo que sale de sus chimeneas. En contraste, quemamos de manera tan limpia que los visitantes se preguntan cómo es que la casa es tan confortable sin que haya fuego en la estufa. Imagina su sorpresa cuando notan que, de hecho, sí lo hay."
-Ianto Evans
Citas de usuarios
p. 80: "Es extremadamente eficiente, alcanzando un 90 % de combustión, y casi todo el calor se almacena en el banco macizo de adobe, para ser lentamente liberado a lo largo de los días!" -Ianto Evans
"En cuanto a mi propio banco, lleva casi 4 horas para que sea completamente cálido. De 4 a 6 horas de combustión una vez por día o día por medio, podemos mantener temperaturas confortables en la casa de alrededor de 18 °C, aún en días fríos." -Tom y Calleagh
p. 89 ibid: "En días sin sol ponemos en marcha nuestra estufa dos o tres horas a la mañana, quemando alrededor de 1 balde de 20 litros de madera. Con temperaturas regulares de invierno de 1 a 10 °C, esto mantiene nuestra casa a unos confortables 15-18 °C." - Bernhard Masterson
p. 93 ibid: "Ianto y yo medimos 1000 °C (1800 °F) en la cámara de combustión y 32 °C (90 °F) en la superficie de la chimenea --- el resto del calor estaba mantenido dentro de la casa." - Flemming Abrahamsson

## Cuestiones
- Ninguna estufa cohete o estufa cohete de masa ha sido certificada en cuanto a seguridad por Underwriters Laboratories.
- Las estufas a menudo son autoconstruidas de varias dimensiones para encajar con las ubicación y los requerimientos usando una variedad de materiales.
- El encendido inicial puede producir humo que no siempre es arrastrado por el escape hasta que la cámara de combustión esté caliente y arrastre aire.
- Un problema común con algunos diseños es el 'contra-humo', donde el humo del fuego es liberado en el interior en vez de salir al exterior de la vivienda. El contra-humo indicaría un serio riesgo de envenenamiento por monóxido de carbono.
- El escape de la estufa es frío, alrededor de 32 °C (90 °F), lo qu esignifica que en algunas condiciones es más denso que el aire. Las chimeneas convencionales pueden no ser apropiadas para descargar sin energía adicional.[3]
- Los gases de escape pueden no ser compatibles con el código de construcción local.

## Seguridad
El monóxido de carbono es conocido como "el asesino silencioso", responsable por aproximadamente un millón de muertes anuales a nivel mundial. La intoxicación por monóxido de carbono es una amenaza seria cuando hay combustión de madera en un ambiente cerrado sin la ventilación apropiada. A continuación, algunos pasos a seguir para aumentar la seguridad de la estufa:
- Siempre instalar un detector de monóxido de carbono y cambiar regularmente las baterías.
- Siempre revisar con un instalador profesional de estufas tu instalación.
- Instalar una ventilación de aire exterior y sellar completamente la estufa respecto del interior del ambiente. Esto puede incluir una puerta para sellar la cámara de combustible.
- Para prevenir el riesgo de contra-humo desde la ventilación externa, la misma tiene que estar tan baja como sea posible, óptimamente a 1 metro o menos por debajo de la cámara de combustión para reducir el riesgo de contra-humo, y que el monóxido de carbono ingrese al ambiente.
- La ventilación de gases de combustión de tu estufa debe estar por lo menos 1 metro por encima de tu techo para reducir el riesgo de ingreso de monóxido de carbono.
- Si estás teniendo problemas con 'contra-humo' en el interior de la vivienda, el diseño de tu estufa no es seguro y puede ser un riesgo para ti y tu familia. Abandona el área de inmediato y reemplaza la estufa cuanto antes.
- Cuando tengas dudas, pregunta, no lamentes.